# Ёсии, Рёдзо
Ёсии Рёдзо (англ. Ryozo Yosii / Yoshii; 14 февраля 1914, Осака — 28 января 1999) — японский учёный-энтомолог, профессор Киотского университета, специалист по пещерной биология. Известен исследованиями ногохвосток (Collembola) Японии, Азии и островов Тихого океана.

## Биография
Родился 14 февраля 1914 года в префектуре Осака, всемье со старинной династией.
Окончил Третью среднюю школу (по старой системе в Японии).
В 1938 году окончил факультет естественных наук, кафедру зоологии Киотского университета.
С 1938 года описывал новые виды коллембол из пещер — один из основателей спелеологии в Японии и исследователь пещерных организмов.
Начал изучать почвенную фауну в Японии и описал много новых для науки видов Collembola.
Защитил докторскую диссертацию (Киотский университет, 1959) по теме: «Классификация и филогенетические исследования микоплазм».
Скончался 28 января 1999 года

## Награды и премии
- 1987 — Орден Восходящего солнца третьей степени с золотыми лучами и лентой.

## Публикации
- Monographie zur Hohlencollembolen Japans. 1956, Contribution from the Biological Laboratory, Number 3 : 131 pages with 50 plates.

На японском языке:
- «Введение в изучение пещер» (Иванами Синсё)
- «От пещер к биологии» (NHK Books)

## Описания новых таксонов
- род Plutomurus Yosii, 1956

## Память
Его именем названы коллемболы:
- род Yosiiella
- вид Tullbergia yosii